# بادرش (قرية)
بادرش (بالسريانية: ܒܕܪܫ)‏ هي قرية تقع في وادي سبنا ضمن قضاء العمادية في محافظة دهوك في إقليم كردستان العراق.
ويوجد في القرية كنيسة مار جرجس الكلدانية الكاثوليكية.

## تاريخ
بعد الإبادة الجماعية للأشوريين خلال الحرب العالمية الأولى، استوطن قرية بادرش لاجئون أشوريون من عشيرة باز من تركيا الحديثة في عشرينيات القرن الماضي، وكانوا جميعهم ينتمون إما إلى كنيسة المشرق أو الكنيسة الكلدانية الكاثوليكية. وتم بناء كنيسة مار جرجس في عام 1925، وبحلول عام 1938، بلغ عدد سكان القرية 152 شخصًا موزعين على 27 عائلة. دُمّرت القرية وطُرد سكانها على يد الحكومة العراقية عند اندلاع الحرب العراقية الكردية الأولى في عام 1961، وكان في القرية حينها 30 منزلًا. عاد السكان لاحقًا، لكن القرية دُمّرت مرة أخرى خلال حملة الأنفال في عام 1987.
أُعيد بناء القرية مجددًا، وبلغ عدد سكانها 40 عائلة بحلول عام 2004. وقد أدت أعمال العنف ضد الأشوريين في المراكز الحضرية في العراق إلى لجوء 102 من الأشوريين النازحين، يمثلون 27 عائلة، إلى قرية بادرش بحلول أوائل عام 2009. وبحلول عام 2012، أنشأت اللجنة العليا للشؤون المسيحية 48 منزلًا وقاعة مجتمعية. كما قامت جمعية الإغاثة الأشورية بتقديم المساعدات الإنسانية للقرية في مايو 2015. وتم تجديد مقبرة القرية من قبل منظمة "SOS مسيحيي الشرق" الفرنسية في عام 2018.

## فهرس
- Donabed، Sargon George (2015). Reforging a Forgotten History: Iraq and the Assyrians in the Twentieth Century. Edinburgh University Press.

37°03′N 43°20′E / 37.050°N 43.333°E